# Министерство экологии и природных ресурсов Республики Татарстан
Министерство экологии и природных ресурсов Республики Татарстан (тат. Татарстан Республикасы Экология һәм табигый байлыклар министрлыгы) — орган государственной власти Республики Татарстан.
Подчиняется Раису РТ, Кабинету Министров РТ и Министерству природных ресурсов и экологии РФ.

## История
Создано на основании постановления Государственного Совета РТ № 764 от 11 мая 2001 года. Ранее его функции исполняли Государственный комитет ТАССР по охране природы, Министерство охраны окружающей среды и природных ресурсов РТ, Министерство лесного хозяйства РТ (воссоздано в 2016 году) и Государственный комитет РТ по геологии и использованию недр.

## Министры[5]
- Петров, Борис Германович (2001–2005)
- Ларочкина, Ирина Андреевна (2005–2007)
- Садретдинов, Аглям Киямович (2007–2011)
- Сидоров, Артём Георгиевич[тат.] (2011–2015)
- Абдулганиев, Фарид Султанович[тат.] (2015–2018)
- Шадриков, Александр Валерьевич[тат.] (2018–2025)

## Адрес
Первоначально располагалось по адресу: улица Гвардейская, 15 (как Госкомитет РТ по охране природы); по современному адресу находится с начала 2000-х.